# Landesregierung Haider III
Die Landesregierung Haider III bildete die Kärntner Landesregierung von ihrer Angelobung am 31. März 2004 bis zur Angelobung der Landesregierung Dörfler I. Jörg Haider wurde erneut zum Landeshauptmann von Kärnten gewählt. Auf Grund des Proporzsystems waren an der Landesregierung je drei Vertreter von FPÖ (ab 2005 BZÖ) und SPÖ sowie ein Vertreter der ÖVP beteiligt.
Als erstes Mitglied der Landesregierung schied Karl Pfeifenberger mit Wirkung vom 21. Februar 2005 aus dem Amt, da er in die Privatwirtschaft wechseln wollte. Als sein Nachfolger wurde der bisherige Klubobmann der FPÖ im Landtag Martin Strutz am 21. Februar angelobt.
Als Folge der Niederlage der SPÖ bei der Landtagswahl 2004 gegen die FPÖ musste im Herbst 2005 der 2. Landeshauptmann-Stellvertreter und Landesparteivorsitzende Peter Ambrozy zurücktreten. Er legte sein Amt am 23. November 2005 nieder, die bisherige Landesrätin Gabriele Schaunig-Kandut und Nachfolgerin Ambrozys als Landesparteivorsitzend wurde am selben Tag zur neuen 2. Landeshauptmann-Stellvertreterin gewählt. Als neuer Landesrat rückte am 23. November Wolfgang Schantl nach.
Der 1. Landeshauptmann-Stellvertreter Martin Strutz (BZÖ) legte sein Amt mit der Wirkung vom 9. November 2006 nieder und wechselte als 3. Landtagspräsident zurück in den Kärntner Landtag. Landesrat Gerhard Dörfler wurde als sein Nachfolger am 9. November angelobt. Als Landesrat rückte Uwe Scheuch nach. Dörfler behielt die Bereiche Verkehr, Straßenbau, Familie, Kinderbetreuung und übernahm von Landeshauptmann Jörg Haider das Ressort Tourismus. Haider selbst behielt die Bereiche Finanzen, Verfassung und fügte seinem Bereich die Kulturagenden hinzu.
Im Juli 2008 trat Gabriele Schaunig von allen politischen Funktionen zurück, ihre Position als Landeshauptmannstellvertreter übernahm Landesrat Reinhart Rohr. Als Landesräte für Schaunig und Schantl folgten Peter Kaiser und Nicole Cernic.
Am 11. Oktober 2008 verunglückte Landeshauptmann Jörg Haider bei einem Verkehrsunfall tödlich. Bis zu seiner Wahl als neuer Landeshauptmann übernahm Gerhard Dörfler vorübergehend die Amtsgeschäfte.

## Regierungsmitglieder
| Amt                                                     | Name               | Partei             | Referate |
| ------------------------------------------------------- | ------------------ | ------------------ | --- |
| Landeshauptmann                                         | Jörg Haider        | BZÖ (bis 2005 FPÖ) | Innerer Dienst, Verfassung, Wahlen, Staatsbürgerschaft, Finanzen, Kultur, Musikschulwerk, Volkskultur, Personal, Sonderbedarfszuweisungen                                                        |
| 1. Landeshauptmann-Stellvertreter                       | Gerhard Dörfler    | BZÖ (bis 2005 FPÖ) | Tourismus, Verkehr und Straßenbau, Familienförderung, Kindergärten, Besondere Seniorenförderung                                                                                                  |
| 2. Landeshauptmann-Stellvertreter                       | Reinhart Rohr      | SPÖ                | Gemeinden, Energie, Wasserwirtschaft, Feuerwehren, Personal- & Sonderbedarfszuweisungen |
| Landesrat                                               | Peter Kaiser       | SPÖ                | Sanitätswesen, Sozial- und Gesundheitsrecht, Krankenanstalten, Landeskrankenanstalten, Landeshochbau, Sportwesen, Personal Krankenanstalten                                                      |
| Landesrat                                               | Uwe Scheuch        | BZÖ (bis 2005 FPÖ) | Bildung und Schulwesen, Fachhochschulen, Landesplanung, KAGIS, Arbeitsmarkt, Wohnbau, Nationalparks, Naturschutz, Wirtschaft                                                                     |
| Landesrätin                                             | Nicole Cernic      | SPÖ                | Umwelt, Soziales, Jugend, Familie und Frau, Jugend, Kinder- und Jugendanwaltschaft, Frauen und Gleichbehandlung, Senioren, Behindertenanwaltschaft, Flüchtlingswesen (finanziell), Rettungswesen |
| Landesrat                                               | Josef Martinz      | ÖVP                | Landwirtschaft und Forstwesen, EU-Koordinationsstelle, Arge Alpen-Adria |
| Vorzeitig ausgeschiedene Mitglieder der Landesregierung |                    |                    | |
| 2. Landeshauptmann-Stellvertreter                       | Peter Ambrozy      | SPÖ                | |
| 1. Landeshauptmann-Stellvertreter                       | Karl Pfeifenberger | BZÖ (bis 2005 FPÖ) | Finanzen, Wirtschaft und Tourismus |
| 1. Landeshauptmann-Stellvertreter                       | Martin Strutz      | BZÖ (bis 2005 FPÖ) | Schulen und Bildung, Arbeitsmarkt, Wohnbau, Kultur, Naturschutz, Landesplanung, Raumordnungs- und Gemeindeplanungsrecht, Landeslehrer und Landesbedienstete, Tierschutzrecht, Bergwacht          |
| 2. Landeshauptmann-Stellvertreterin                     | Gabriele Schaunig  | SPÖ                | Soziales, Rettungswesen, Jugendschutz |
| Landesrat                                               | Wolfgang Schantl   | SPÖ                | Sanitätswesen, Sozial- und Gesundheitsrecht, Krankenanstalten, Landeskrankenanstalten, Landeshochbau, Sportwesen, Personal Krankenanstalten                                                      |